# Кабру
Кабру — семитисячник в Гімалаях. Це  65-та за висотою вершина світу.
Кабру має дві вершини:
- північну, вищу — Кабру Норд (Кабру північний), або Кабру N, перше сходження 18 листопада 1935 р. здійснив англійський альпініст Конрад Реджінальд Кук (Conrad Reginald Cooke) (без використання кисневого устаткування);
- південну, нижчу — Кабру Сауз (Кабру південний), або Кабру S — це найбільш висунутий на південь семитисячник на світі; вперше зійшли на цю вершину члени індійської експедиції в 1994 р.

Вершина такого рівня як Кабру в будь-якому випадку вимагає організації повноформатної і тривалої експедиції. Для вирішення всього спектру логістичних та організаційних питань потрібно сер'йозне знання місцевої специфіки. Знадобиться організація базового та кількох проміжних штурмових таборів.